# Guerra de la Unió
La Guerra de la Unió (1347-48) és un període conflictiu esdevingut a la corona d'Aragó que mantingué enfrontats, d'una banda les tropes dels fidels al rei Pere el Cerimoniós coneguts com la Fraternitat i de l'altra, la coalició formada sota el nom d'Unió d'Aragó i Unió de València, que eren formades per alguns nobles i el braç popular de les ciutats i viles que s'adheriren al moviment senyorial en aquells regnes. Catalunya es mantingué fidel al rei.
Les hostilitats s'iniciaren el 1347 al Regne de València, on hi va haver un avalot contra el rei, encapçalat per la ciutat de València i seguit per algunes viles i llogarets del regne que es trobaren amb l'oposició de la Fraternitat reialista formada entre altres per les ciutats de Borriana i Xàtiva, junt a altres viles, que foren fidels al rei. El rei recompensaria la fidelitat d'aquestes dues poblacions concedint-los la senyera reial tricoronada (1349) i el títol de ciutat (1347), respectivament.
Les classes populars, després d'un seguit de males collites, protestaven contra l'autoritarisme de Pere el Cerimoniós i la seva càrrega fiscal, que tenia per objecte finançar les seves conquestes exteriors.
Al Regne d'Aragó, les hostilitats bèl·liques començaren a principis del 1348.
Pere d'Aragó abolí, el 14 d'octubre del 1348, els privilegis de la Unió, unes concessions atorgades pel rei Alfons II a la noblesa aragonesa i valenciana que dataven del 1288.
La revolta acabà amb la batalla de Mislata, que resultà amb la victòria del rei i fou seguida amb la repressió dels seus dirigents. El rei explica en la seua crònica les raons per les quals va tractar, amb més benevolència que no pas pensava, la ciutat, que pensava cremar i omplir-la de sal per la seua rebel·lia, tal com se cita en el text: «És ver que nós, per la gran rebel·lió que ens havien feta los de la ciutat, érem d'enteniment que la ciutat fos cremada e destruïda e arada de sal, per tal manera que jamés persona no hi habitàs.»